# ملعب فرانسيسكو دي لا هيرا
ملعب فرانسيسكو دي لا هيرا هو ملعب كرة قدم، الواقع في مدينة ألمندراليخو في إسبانيا، يُعد الملعب الرئيسي لنادي كرة القدم الإسباني سي دي إكستريمادورا 1924، وقد بدأ تاريخ النادي مع الملاعب في عام 1928 عندما استخدم أول ملعب دائم له، المعروف باسم كامبو دي سانتا أورورا، الذي كان يقع على طريق كامينو ألانخي، واستمر استخدام هذا الملعب حتى عام 1935، حيث انتقل النادي إلى ملعب جديد يُدعى كامبو سانتا إلفيرا، وفي عام 1950 ظهرت فكرة إنشاء ملعب بلدي جديد، وخلال فترة البناء لعب الفريق في موقع مؤقت قريب يُسمى لوس كانييزوس لمدة موسم واحد فقط، حتى تم افتتاح ملعب فرانسيسكو دي لا هيرا يوم 12 أكتوبر 1951 بمباراة افتتاحية جمعت بين فريق سي إف إكستريمادورا ونادي إشبيلية.
ظل ملعب فرانسيسكو دي لا هيرا بحالته الأصلية دون تغييرات كبيرة حتى عام 1996، حين تم هدمه بالكامل وإعادة بنائه ليصبح ملعبًا حديثًا بسعة تصل إلى 11,580 مقعدًا، واستمر في تقديم خدماته كمعلم رياضي رئيسي في المدينة ومسرح لمباريات كرة القدم. وفي يوليو 2019، أعلن نادي إكستريمادورا يو دي بالتعاون مع مجلس مدينة ألمندراليخو عن تغيير اسم الملعب إلى ملعب مدينة ألمندراليخو، وهو ما أثار جدلًا بين الجماهير التي أبدت آراء متباينة حول هذا التغيير، مما دفع إدارة النادي إلى إجراء استفتاء بين الأعضاء للتعبير عن موقفهم تجاه هذا القرار. للملعب أهمية تاريخية، يُعتبر من أبرز المعالم الرياضية في المدينة وشهد تطور كرة القدم في المنطقة.

## تفاصيل الملعب
جدول يوضح بعض تفاصيل هذا الملعب التاريخي:
| الدولة:             | إسبانيا           |
| المدينة:            | ألمندراليخو       |
| الرياضات:           | كرة القدم         |
| الوضعية:            | مفتوح             |
| عدد المقاعد العامة: | 8,120             |
| سنة الإنشاء:        | 1950              |
| سنة آخر تجديد:      | 2003              |
| الأرضية:            | عشبية             |
| خريطة موقع الملعب:  | خريطة موقع الملعب |
| عرض الملعب:         | 70 متر            |
| طول الملعب:         | 105 متر           |

## روابط خارجية
- إستاديوس دي إسبانيا باللغة الإنجليزية